# Sayacatürk, Çatalpınar
Sayacatürk là một xã thuộc huyện Çatalpınar, tỉnh Ordu, Thổ Nhĩ Kỳ. Dân số thời điểm năm 2010 là 1.161 người.